# Hoofdklasse hockey heren 2013/14
Het seizoen 2013/14 is de 41ste editie van de Nederlandse herenhoofdklasse hockey. De reguliere competitie zal van start gaan op zondag 8 september 2013 en eindigen op zondag 30 maart 2014. Het vroege einde van de competitie heeft vooral te maken met het WK hockey in Den Haag dat eind mei begint. Aansluitend aan het eind van de reguliere competitie volgen de play offs om het landskampioenschap en promotie/degradatie.
Oranje Zwart werd op 13 april 2014 voor de tweede keer in de historie landskampioen, na in de finale met Bloemendaal af te rekenen. Voorafgaand, op 30 maart 2014 na de laatste speelronde daalde Laren na zeven jaar af naar de Overgangsklasse.

## Clubs
De clubs die dit seizoen aantreden:
| Club               | Stad             | Accommodatie                | Coach                 |
| ------------------ | ---------------- | --------------------------- | --------------------- |
| Amsterdamsche H&BC | Amstelveen       | Wagener-stadion             | Taco van den Honert   |
| HC Bloemendaal     | Bloemendaal      | Sportpark 't Kopje          | Russell Garcia        |
| HC Den Bosch       | 's-Hertogenbosch | Sportpark Oosterplas        | Sjoerd Marijne        |
| HGC                | Wassenaar        | Sportpark De Roggewoning    | Dirk Loots            |
| Hurley             | Amstelveen       | Sportpark Amsterdamse Bos   | Peter Jonker          |
| HC Kampong         | Utrecht          | Sportpark Maarschalkerweerd | Alexander Cox         |
| Larense MHC        | Laren            | Sportpark Eemnesserweg      | Joost Bellaart        |
| Oranje Zwart       | Eindhoven        | Sportpark Aalsterweg        | Michel van den Heuvel |
| Pinoké             | Amstelveen       | Sportpark Amsterdamse Bos   | Giles Bonnet          |
| HC Rotterdam       | Rotterdam        | Stadion Hazelaarweg         | Reinoud Wolff         |
| Schaerweijde       | Zeist            | Sportpark Krakelingweg      | Dave Smolenaars       |
| Tilburg            | Tilburg          | Sportpark Oude Warande      | Roger van Gent        |

## Ranglijst

### Eindstand
| pos | club         | gs | w  | g | v  | pnt | dv | dt | ds  |
| --- | ------------ | -- | -- | - | -- | --- | -- | -- | --- |
| 1.  | Kampong      | 22 | 17 | 2 | 3  | 53  | 92 | 45 | +47 |
| 2.  | Oranje Zwart | 22 | 17 | 2 | 3  | 53  | 81 | 36 | +45 |
| 3.  | Rotterdam    | 22 | 16 | 0 | 6  | 48  | 69 | 36 | +33 |
| 4.  | Bloemendaal  | 22 | 15 | 3 | 4  | 47  | 70 | 42 | +28 |
| 5.  | Amsterdam    | 22 | 14 | 4 | 4  | 46  | 75 | 46 | +29 |
| 6.  | HGC          | 22 | 13 | 3 | 6  | 42  | 72 | 43 | +29 |
| 7.  | Pinoké       | 22 | 6  | 2 | 14 | 20  | 39 | 51 | −12 |
| 8.  | Hurley       | 22 | 6  | 2 | 14 | 20  | 46 | 71 | −25 |
| 9.  | Schaerweijde | 22 | 6  | 0 | 16 | 18  | 39 | 84 | −45 |
| 10. | Den Bosch    | 22 | 5  | 3 | 14 | 18  | 50 | 78 | −28 |
| 11. | Tilburg      | 22 | 2  | 3 | 17 | 9   | 30 | 80 | −50 |
| 12. | Laren        | 22 | 2  | 2 | 18 | 8   | 30 | 81 | −51 |

### Legenda
| Kleur | Kwalificatie voor                                                |
| ----- | ---------------------------------------------------------------- |
|       | Landskampioen na Play-offs, Plaatsing Euro Hockey League 2014/15 |
|       | Kampioen regulier, Plaatsing Euro Hockey League 2014/15          |
|       | Verliezend finalist, Plaatsing Euro Hockey League 2014/15        |
|       | Play-offs landskampioenschap/Europees hockey, maar niks behaald  |
|       | Play-offs tegen degradatie naar de Overgangsklasse               |
|       | Degradatie naar de Overgangsklasse                               |

Informatie: Wanneer de kampioen van de reguliere competitie ook 
de finale van de play offs bereikt, spelen de verliezend halvefinalisten
play offduels om het derde Europese ticket (dit seizoen niet het geval).

## Topscorers
| pos | Speler               | Club         | tot.' | vd' | sc' | sb' |
| --- | -------------------- | ------------ | ----- | --- | --- | --- |
| 1.  | Mink van der Weerden | Oranje Zwart | 36    | 1   | 32  | 3   |
| 2.  | Tom Boon             | Bloemendaal  | 25    | 12  | 12  | 1   |
| 3.  | Mirco Pruyser        | Amsterdam    | 24    | 19  | 5   | 0   |
| "   | Simon Egerton        | HGC          | 24    | 10  | 9   | 5   |
| "   | Roderick Weusthof    | Kampong      | 24    | 8   | 12  | 4   |
| "   | Jeroen Hertzberger   | Rotterdam    | 24    | 6   | 13  | 5   |
| 7.  | Austin Smith         | Den Bosch    | 19    | 0   | 19  | 0   |
| 8.  | Billy Bakker         | Amsterdam    | 17    | 17  | 0   | 0   |
| 9.  | Constantijn Jonker   | Kampong      | 15    | 15  | 0   | 0   |
| 10. | Kenny Bain           | Hurley       | 14    | 13  | 0   | 1   |

## Play-offs kampioenschap
Na de reguliere competitie wordt het seizoen beslist door middel van play-offs om te bepalen wie zich kampioen van Nederland mag noemen. Dit seizoen maakt het vertrouwde principe van een best-of-threeserie in de play offs plaats voor een duel van twee wedstrijden (uit- en thuiswedstrijd). Nog altijd neemt de nummer 1 het op tegen de nummer 4 en de nummer 2 tegen de nummer 3. De hoogstklasseerde club mag de keuze maken om te beginnen met een uit- of met een thuiswedstrijd. Wanneer over twee wedstrijden de totaalstand gelijkspel is, wint het team met de meeste uitdoelpunten. Mocht daarin ook geen beslissing vallen dan wordt er verlengd met sudden-death en eventueel shoot-outs. De eerste ronde vond plaats op 5 en 6 april en de tweede ronde (finales) op 12 en 13 april 2014. Deze wijziging in de opzet heeft alles te maken met het vroege einde van de competitie door het WK hockey.
Geplaatste clubs
| #  | Club         |
| -- | ------------ |
| 1. | Kampong      |
| 2. | Oranje Zwart |
| 3. | Rotterdam    |
| 4. | Bloemendaal  |

### Halve finales
Heenwedstrijden
| 5 april 2014 15:00 UTC+2       |                  |                       |                                                                                |
| Bloemendaal                    | 2 — 1            | Kampong               | Sportpark 't Kopje, Bloemendaal Scheidsrechters: Maarten Boskamp Michiel Otten |
| 47 (sc)' Tom Boon 53' Tom Boon | Wedstrijdverslag | 68' Roderick Weusthof | Sportpark 't Kopje, Bloemendaal Scheidsrechters: Maarten Boskamp Michiel Otten |

| 5 april 2014 15:00 UTC+2 |                  |                                                                  |                                                                               |
| Rotterdam                | 1 — 3            | Oranje Zwart                                                     | Stadion Hazelaarweg, Rotterdam Scheidsrechters: Bart de Liefde Coen van Bunge |
| 34' Björn Kellerman      | Wedstrijdverslag | 52' Jelle Galema 68 (sb)' Mink van der Weerden 70' Thomas Briels | Stadion Hazelaarweg, Rotterdam Scheidsrechters: Bart de Liefde Coen van Bunge |

Returnwedstrijden
| 6 april 2014 15:00 UTC+2 |                  |                     |                                                                                         |
| Kampong                  | 1 — 1            | Bloemendaal         | Sportpark Maarschalkerweerd, Utrecht Scheidsrechters: Pieter Hembrecht Jonas van 't Hek |
| 4' Constantijn Jonker    | Wedstrijdverslag | 36' Roel Bovendeert | Sportpark Maarschalkerweerd, Utrecht Scheidsrechters: Pieter Hembrecht Jonas van 't Hek |

| 6 april 2014 15:00 UTC+2                                                   |                  |                                                                  |                                                                                    |
| Oranje Zwart                                                               | 3 — 3            | Rotterdam                                                        | Sportpark Aalsterweg, Eindhoven Scheidsrechters: Roel van Eert Roderick Wijsmuller |
| 13' Robert van der Horst 64' Gabriel Dabanch 68 (sc)' Mink van der Weerden | Wedstrijdverslag | 29' Bjorn Kellerman 34' Bas Campbell 66 (sc)' Jeroen Hertzberger | Sportpark Aalsterweg, Eindhoven Scheidsrechters: Roel van Eert Roderick Wijsmuller |

### Finale
Heenwedstrijd
| 12 april 2014 15:45 UTC+2                |                  |                                                                             |                                                                                  |
| Bloemendaal                              | 2 — 3            | Oranje Zwart                                                                | Sportpark 't Kopje, Bloemendaal Scheidsrechters: Jonas van 't Hek Coen van Bunge |
| 51 (sc)' Glenn Schuurman 61' Eby Kessing | Wedstrijdverslag | 5 (sc)' Mink van der Weerden 33' Fareed Ahmed 67 (sc)' Mink van der Weerden | Sportpark 't Kopje, Bloemendaal Scheidsrechters: Jonas van 't Hek Coen van Bunge |

Returnwedstrijd
| 13 april 2014 15:45 UTC+2                                     |                  |                               |                                                                                    |
| Oranje Zwart                                                  | 3 — 2            | Bloemendaal                   | Sportpark Aalsterweg, Eindhoven Scheidsrechters: Roel van Eert Roderick Wijsmuller |
| 17' Gabriel Dabanch 25' Jelle Galema 42' Mink van der Weerden | Wedstrijdverslag | 9' Tom Boon 67 (sc)' Tom Boon | Sportpark Aalsterweg, Eindhoven Scheidsrechters: Roel van Eert Roderick Wijsmuller |

Oranje Zwart wint, Totaalstand: 6-4

## Promotie/degradatie play-offs
Nummer 11 Tilburg speelde tegen de vice-kampioen van de Overgangsklasse hdm en nummer 10 Den Bosch speelde tegen de beste nummer 2 uit de klasse lager Voordaan.
Play outs 11de/Vice-kampioen Overgangsklasse
| Datum              | Wedstrijd     | Uitslag       | Scoreverloop                                                                  | Scheidsrechters               |
| ------------------ | ------------- | ------------- | ----------------------------------------------------------------------------- | ----------------------------- |
| 21 mei 2014, 20:30 | hdm - Tilburg | 1 - 1 (1 - 0) | 3. Coen Dieckman 1-0, 53. Casper Engelkens 1-1, ***Tilburg wint na shoot-outs | T. Retra M. van den Wall Bake |
| 24 mei 2014, 15:00 | Tilburg - hdm | 2 - 1 (2 - 0) | 10. Verbeek 1-0, 19. onbekend 1-1, 60. onbekend 2-1 (sc)                      | P. Hembrecht A. Pols          |

Play outs 10de/Beste 2de Overgangsklasse
| Datum              | Wedstrijd            | Uitslag       | Scoreverloop | Scheidsrechters               |
| ------------------ | -------------------- | ------------- | --- | ----------------------------- |
| 21 mei 2014, 20:30 | Voordaan - Den Bosch | 4 - 0 (1 - 0) | 1-0 Rudolf van Schaik, 2-0 Hans Claassen (sc), 3-0 Rudolf van Schaik, 4-0 Rutger Marres                          | P. van der Bruggen M. Janssen |
| 24 mei 2014, 15:00 | Den Bosch - Voordaan | 2 - 0 (1 - 0) | 1-0 Brouwer, 2-0 Smith (sc), 3-0 Vila                                                                            | C. Brunekreef F. Heijster     |
| 25 mei 2014, 15:00 | Voordaan - Den Bosch | 2 - 2 (0 - 2) | 0-1 Robbert van de Peppel, 0-2 Lucas Vila, 1-2 Hans Claassen, 2-2 Daan Jongejan, ***Den Bosch wint na shoot-outs | C. van Bunge J. van 't Hek    |

Den Bosch en Tilburg zijn behouden voor nog een seizoen in de Hoofdklasse.
Nederlands landskampioenschap:

1897/98 ·
1898/99 ·
1899/00 ·
1900/01 ·
1901/02 ·
1902/03 ·
1903/04 ·
1904/05 ·
1905/06 ·
1906/07 ·
1907/08 ·
1908/09 ·
1909/10 ·
1910/11 ·
1911/12 ·
1912/13 ·
1913/14 ·
1914/15 ·
1915/16 ·
1916/17 ·
1917/18 ·
1918/19 ·
1919/20 ·
1920/21 ·
1921/22 ·
1922/23 ·
1923/24 ·
1924/25 ·
1925/26 ·
1926/27 ·
1927/28 ·
1928/29 ·
1929/30 ·
1930/31 ·
1931/32 ·
1932/33 ·
1933/34 ·
1934/35 ·
1935/36 ·
1936/37 ·
1937/38 ·
1938/39 ·
1939/40 ·
1940/41 ·
1941/42 ·
1942/43 ·
1943/44 ·
1944/45 ·
1945/46 ·
1946/47 ·
1947/48 ·
1948/49 ·
1949/50 ·
1950/51 ·
1951/52 ·
1952/53 ·
1953/54 ·
1954/55 ·
1955/56 ·
1956/57 ·
1957/58 ·
1958/59 ·
1959/60 ·
1960/61 ·
1961/62 ·
1962/63 ·
1963/64 ·
1964/65 ·
1965/66 ·
1966/67 ·
1967/68 ·
1968/69 ·
1969/70 ·
1970/71 ·
1971/72 ·
1972/73
Hoofdklasse heren:

1973/74 · 
1974/75 · 
1975/76 · 
1976/77 · 
1977/78 · 
1978/79 · 
1979/80 · 
1980/81 · 
1981/82 · 
1982/83 · 
1983/84 · 
1984/85 · 
1985/86 · 
1986/87 · 
1987/88 · 
1988/89 · 
1989/90 · 
1990/91 · 
1991/92 · 
1992/93 · 
1993/94 · 
1994/95 · 
1995/96 · 
1996/97 · 
1997/98 · 
1998/99 · 
1999/00 · 
2000/01 · 
2001/02 · 
2002/03 · 
2003/04 · 
2004/05 · 
2005/06 · 
2006/07 · 
2007/08 · 
2008/09 · 
2009/10 · 
2010/11 · 
2011/12 · 
2012/13 ·
2013/14 ·
2014/15 ·
2015/16 ·
2016/17 ·
2017/18 ·
2018/19 ·
2019/20 ·
2020/21 ·
2021/22 ·
2022/23 ·
2023/24 ·
2024/25 ·
Nederlandse competities: Hoofdklasse (zaal) · Promotieklasse · Overgangsklasse · Eerste klasse · Tweede klasse · Derde klasse · Vierde klasse · Gold Cup · Silver Cup

Nederlands kampioenschap: Lijst van Nederlandse landskampioenen hockey · Lijst van Nederlandse landskampioenen zaalhockey

Europese competities: Euro Hockey League · Europacup I · Europa Cup II · Europacup zaalhockey